# David Berger
David Berger (Wurzburgo, 8 de marzo de 1968) es un teólogo católico, filósofo y redactor jefe de la revista gay Männer. Vive desde agosto de 2012 en Berlín. Su principal campo de trabajo ha sido la historia y la doctrina de Santo Tomás de Aquino, así como la homosexualidad y la Iglesia católica. A su salida del armario como homosexual le siguió una controversia sobre el estatus de los homosexuales en la Iglesia católica. En mayo de 2011 el arzobispo de Colonia, Joachim Meisner, le retiró la missio canonica, el derecho a enseñar religión católica en las escuelas, con lo que perdió su puesto de trabajo.

## Vida
Berger estudió de 1991 a 1998 Filosofía, Teología y Germanística en Wurzburgo, Colonia y Dortmund. En 1998 se doctoró en Filosofía. Berger obtuvo ex aequo el premio a la mejor disertación de la Universidad de Dortmund en el apartado de Letras, Filosofía y Teología, pasando posteriormente a enseñar durante un corto periodo en el centro de aprendizaje teológico de la congregación Servidores de Jesús y María en Blindenmarkt (Baja Austria) en el obsipado de Sankt Pölten.
Junto con Rudolf Michael Schmitz (Instituto de Cristo Rey Sumo Sacerdote) fundó en 2000/2001 el anuario Doctor Angelicus. En enero de 2001 fue nombrado socio correspondiente de la Pontificia Academia de Santo Tomás de Aquino y el 25 de septiembre de 2003 le fue concedido el estatus de «académico correspondiente»; ese mismo año fue nombrado vicepresidente de la recién creada Deutsche Thomas-Gesellschaft; presidente: P. Michael Dillmann O.P.
En otoño de 2003, Berger fue elegido coeditor de la revista católica Theologisches y se le encargó dirección.
En 2005 consiguió la habilitación con su libro Thomismus. Große Leitmotive der thomistischen Synthese und ihre Aktualität für die Gegenwart («Tomismo. Grandes corrientes de la síntesis tomística y su actualidad para el presente») en la especialidad de Dogmática en la Universidad Católica de Lublín, en Polonia. El 2 de octubre de 2005 fue nombrado caballero de la polaca «Orden de Caballería de la Virgen de Jasna Góra» (en polaco: Stowarzyszenie Rycerstwa Orderu Jasnogórskiej Bogarodzicy), fundada en 1991. Según ha escrito el propio Berger, en julio de 2007 devolvió esté título, aunque sin protestar de forma abierta por lo que hoy considera conservadurismo y homofobia de determinados políticos polacos cercanos a esta orden de caballería.
En otoño de 2007, los promotores de la revista Theologisches reiteraron su confianza en Berger y le confirmaron en su puesto de director, después de que, según dice Berger, determinados círculos tradicionalistas llevaran meses intentando echarlo como editor.
En mayo de 2009, Berger fue nombrado lector de la Congregación para la Doctrina de la Fe con la tarea de vigilar dos revistas teológicas.
A finales de marzo de 2010, las acusaciones que venían realizándose desde 2007 volvieron a cobrar actualidad, ya que el perfil de Berger en Facebook anunciaría su «claro arraigo en el ambiente homosexual». En una «entrevista aclaratoria» con la dirección de la asociación promotora, Berger renunció al puesto de dirección de la revista Theologisches, aunque rechazó las acusaciones realizadas por Manfred Hauke, para salir del armario como homosexual posteriormente, el 23 de abril de 2010, en un artículo suyo aparecido en el Frankfurter Rundschau. Según Berger, la razón principal o última que provocó su salida fue una declaración del obispo Franz-Josef Overbeck sobre la pecaminosidad de la homosexualidad realizada en el programa de televisión Anne Will. En julio de 2010 se le retiró el estatus de «académico correspondiente» de la Pontificia Academia de Santo Tomás.
Inmediatamente tras la publicación de su libro Der heilige Schein (noviembre de 2010), el arzobispado de Colonia comprobó si se le podía retirar el permiso de enseñanza de religión, lo que provocaría la pérdida del puesto de trabajo de Berger como profesor de religión de secundaria. El 2 de mayo de 2011 efectivamente el obispo le retiró el permiso con efecto inmediato. La expulsión de su puesto de trabajo provocó protestas de los alumnos y padres de alumnos, incluyendo una manifestación hasta la sede del arzobispo en Colonia, en el que participaron 400 escolares (500 según el WDR). Entre tanto, Berger «como protesta» se ha salido de la Iglesia católica como ente público, aunque se sigue considerando católico.
Entre 2011 y 2013 trabajó como periodista autónomo, entre otros, para el periódico die tageszeitung (taz), el semanario Die Zeit y las revistas Cicero y Vice. Desde el 1 de mayo de 2013 hasta el 1 de febrero de 2015 fue redactor jefe de la revista Männer de estilo de vida, publicada por la editorial Bruno Gmünder. En un artículo polémico de mayo de 2013, exigió que se excluyera a los homófobos de los programas de entrevistas.

## Actividad teológica
David Berger es un representante del neotomismo y fue considerado durante mucho tiempo como vehemente enemigo de la teología de Karl Rahner y sus discípulos. Berger es editor del anuario internacional de tomística Doctor Angelicus, cofundada por él, pero que no ha sido publicada desde 2007, y fue editor y director de 2003 a 2010 de la revista fundada por Wilhelm Schamoni, Theologisches: Katholische Monatsschrift.
David Berger mismo habló sobre la relevancia del tomismo con las siguientes palabras:

Die Doktrin des heiligen Lehrers bietet weniger detaillierte Patentrezepte für einzelne zu lösende Fragen. Was sie uns im Hinblick auf die von uns mitzugestaltende Zukunft von Kirche und Theologie zu sagen hat, geht weit über kurzfristige Handlungsanweisungen hinaus. Es sind sozusagen grundsätzliche Einstellungen oder Leitmotive, die gerade dadurch, dass sie uns eine echte Alternative zu den in Gesellschaft, Kirche und Theologie herrschenden Leitmotiven aufzeigen, höchste Aktualität für das neue Jahrhundert  besitzen. Vielleicht kann man sagen, dass es niemals eine Zeit gab, in der der Ruf der Kirche Ite ad Thomam: Geht zu Thomas so aktuell war, wie er heute ist.
La doctrina del santo Maestro ofrece no tanto recetas ideales para la solución de preguntas a resolver. Lo que nos dice en relación al futuro de la Iglesia y la Teología, en cuyo diseño debemos participar todos, va más allá de las instrucciones a corto plazo. Por así decirlo, son criterios básicos o temas conductores que, precisamente por mostrarnos una alternativa real a los motivos dominantes en la sociedad, la Iglesia y la Teología, poseen la más alta actualidad en el nuevo siglo. Quizás pueda decirse que nunca hubo un tiempo en el que el grito de la Iglesia Ite ad Thomam: «id a Tomás» haya sido tan actual, como lo es hoy.
D. Berger: „Ist Thomas von Aquin heute noch aktuell?“ (conferencia), Múnich 2006

Sobre los escritos contra la teología de Rahner se extendió el discípulo de este último, Herbert Vorgrimler, después de haber sido criticado con fuerza por Berger:

Berger ist jedes Mittel recht, seine moralische Hemmschwelle liegt immer niedriger. Er unterliegt dem triebhaften Zwang zur Jagd auf Rahner und auf die, die zu Rahner halten. Seine Krankheit ist das ‚Fertigmachen‘, das Kränken- und Beleidigen-Müssen.
Para Berger cualquier medio es bueno, su nivel moral baja cada vez más. Está dominado por el compulsión instintiva por la caza a Rahner y de aquellos que lo apoyan. Su enfermedad es el tener que «acabar con ellos», zaherirlos e insultarlos.
Herbert Vorgrimler

Entre tanto, Berger ha relativizado su crítica a Rahner.
Desde su salida del armario y la publicación de su libro Der heilige Schein, Berger se ha ocupado sobre todo con la posición de la Iglesia católica frente a la homosexualidad. En el cierre de las protestas contra la visita a Berlín del Papa en septiembre de 2011, Berger fue uno de los oradores. En su discurso criticó el sermón del Papa ante el Bundestag, en el que se hablaba del derecho natural, como filosóficamente obsoleto y la base de una actitud homofóbica.

## Polémica conkreuz.net
Desde la subida al trono de Benedicto XVI, Berger se ha posicionado contra lo que llama «tradicionalismo vulgar» de la Hermandad Sacerdotal San Pío X y del blog católico de extrema derecha kreuz.net, a los que creía relacionados. Berger ha revisado esta suposición posteriormente, tras conseguir nuevos indicios en octubre de 2012, y actualmente cree tras kreuz.net había personas al servicio de la Iglesia. Berger había sido amenazado de muerte en diversas ocasiones en las páginas de kreuz.net.
En octubre de 2012, Berger tomó la coordinación de una acción organizada por la editorial Bruno Gmünder, en la que prometieron 15 000 € de recompensa para aquellos que entregaran información sobre los gestores detrás de kreutz.net y que permitiese llevarlos a juicio. Berger defiende la tesis de que kreutz.net sólo representa la forma extrema del giro conservador realizado por la Iglesia católica. Mientras que la Conferencia Episcopal Alemana ignoró la petición de ayuda de la campaña, las conferencias episcopales de Austria y Suiza trabajaron ayudando a Berger. En otoño de 2012 aparecieron relaciones entre kreuz.net y el Netzwerk katholischer Priester («Red de curas católicos»).
El 2 de diciembre de 2012, kreutz.net desapareció de la red sin razón conocida. El Süddeutsche Zeitung consideró el hecho una victoria de Bergers y de la acción coordinada de «Stoppt kreuz.net!» («¡Parad kreuz.net!»).
En enero de 2013, el tribunal regional de Hamburgo prohibió al historiador Michael Hesemann, próximo al papa Benedicto XVI, afirmar que Berger habría pertenecido anteriormente a los autores fijos de kreutz.net.

## Posición respecto a Benedicto XVI
Berger ha señalado en diversas ocasiones que cree que el papa Benedicto XVI es homosexual y que trata de ocultar el hecho con fuertes declaraciones homofóbicas. En una entrevista con tageszeitung del 30 de noviembre de 2012, Berger declaró que,

[es gebe] keine Neujahrsansprache des Papstes, wo er die Homosexuellen nicht nur indirekt als Menschen zweiter Klasse bezeichnet und homosexuelle Veranlagungen verteufelt werden.
[no hay] ningún sermón de Año Nuevo del Papa en el que no califique —no sólo de forma indirecta— a los homosexuales de personas de segunda clase y en el que que no demonice las tendencias homosexuales.

El periodista Alexander Kissler escribió en la revista The European, el 4 de diciembre de 2012, en relación con ello, que Berger no escribe la verdad y que con su crítica al Papa roza las fronteras de la injuria. De las siete prédicas de Año Nuevo de Benedicto XVI, tres no habrían tenido ninguna relación con los temas matrimonio u homosexualidad; en las otras cuatro sólo habría cortas referencias a la política familiar.

## Der heilige Schein
En su libro Der heilige Schein: Als schwuler Theologe in der katholischen Kirche («La santa hipocresía: en la Iglesia católica como teólogo gay»; el título es un juego de palabras entre Heiligenschein como «aureola» y heilige Schein, «santa apariencia», en la que Schein toma el significado de «hipocresía» o «falsa apariencia»), que fue reeditado en tres ocasiones en las primeras seis semanas tras su aparición, Berger analiza de forma crítica el trato que la Iglesia católica da a la homosexualidad.
En el libro, el teólogo constata la creciente homofobia en la Iglesia católica. El número de curas homosexuales es desproporcionadamente alto y el magisterio de la Iglesia. Desde 2005 la Iglesia prohíbe explícitamente a los homosexuales la entrada al sacerdocio, lo que es empleado por los superiores para mantener a los curas leales, lo que en el contexto de la Iglesia de Benedicto XVI significaba ser conservadores.
El libro de Berger tiene una fuerte componente autobiográfica, dando una visión en determinadas fases de su vida. En ellas aclara, también de forma autocrítica, en el sentido de una revisión y superación de su comportamiento anterior, su pertenencia a determinados círculos católicos, a los que entretanto ha dado la espalda.
El periodista Christian Geyer escribió: «Como mínimo me parece claro en cuanto a la evaluación moral teológica de la homosexualidad: el Vaticano ya no puede avanzar con su mezcla de discreción y represión después de este libro.» Thomas Assheuer consideró en su charla en Die Zeit: «Este libro pertenece a los más increíble que se puede leer en este momento sobre la Iglesia católica.»
El teólogo Manfred Hauke, en su calidad de director de la asociación promotora de la revista Theologisches, en una toma de posición del 15 de enero de 2011, calificó el libro como «panfleto». Acusó a Berger de proyectar en su obra sobre otras personas aquella «santa hipocresía» que él vivió durante tanto tiempo. Berger no habría criticado nunca anteriormente a la Iglesia o a Papa, pero lo hace ahora tanto más brutalmente y con polémica. El cambio de Berger habría estado «marcado por la mentira y el fingimiento». El autor también habría realizado afirmaciones erróneas sobre la Revista y acusado falsamente a la asociación promotora de que allí se sabía de su «estilo de vida que no se ajusta a las enseñanzas de la Iglesia» y de que se usó ese conocimiento para presionarlo. Hauke animó a los lectores de la revista a rezar para que Berger se apartara de su «desatino» y que se ajuste a una vida que corresponda a «la dignidad de un cristiano católico».

## Obra
- Autopublicación:
  - Natur und Gnade in systematischer Theologie und Religionspädagogik von der Mitte des 19. Jahrhunderts bis zur Gegenwart. S. Roderer, Regensburg 1998, ISBN 3-89073-980-6
  - Thomas von Aquin und die Liturgie. Ed. Thomisticae, Köln 2000, ISBN 3-89811-286-1 (traducido al inglés [USA] y francés).
  - Thomismus. Große Leitmotive der thomistischen Synthese und ihre Aktualität für die Gegenwart. Ed. Thomisticae, Köln 2001, ISBN 3-8311-1620-2
  - Thomas von Aquins „Summa theologiae“. Wissenschaftliche Buchgesellschaft, Darmstadt 2004, ISBN 3-534-17456-9
  - Was ist ein Sakrament? Der hl. Thomas von Aquin und die Sakramente im allgemeinen. Franz Schmitt, Siegburg 2004, ISBN 3-87710-278-6
  - Thomas von Aquin begegnen. Sankt-Ulrich, Augsburg 2002, ISBN 3-929246-77-5 (traducido al húngaro: Budapest 2008)
  - In der Schule des hl. Thomas von Aquin. Studien zur Geschichte des Thomismus. nova et vetera, Bonn 2005, ISBN 3-936741-30-1
  - Der heilige Schein: Als schwuler Theologe in der katholischen Kirche. Berlín 2010, ISBN 978-3-550-08855-1
- Editor y coautor:
  - Karl Rahner - Kritische Annäherungen. Franz Schmitt, Siegburg 2004, ISBN 3-87710-280-8
  - junto con Jörgen Vijgen: Thomistenlexikon. nova et vetera, Bonn 2006, ISBN 3-936741-37-9